# Vassobia fasciculata
Vassobia fasciculata là loài thực vật có hoa trong họ Cà. Loài này được (Miers) Hunz. miêu tả khoa học đầu tiên năm 1977.